# Михаил II (Византийска империя)
Вижте пояснителната страница за други личности с името Михаил II.
Михаил II Балба, наречен също Михаил Трал, или Псел, т.е. „Пелтека“ (на гръцки: Μιχαήλ Β' Τραυλός/Ψηλλος, на латински: Psellus), е ромейски (византийски) василевс (император) от 25 декември 820 до 2 октомври 829 г.; основава Аморийската династия.
Той е потомък на покръстени юдеи от град Аморион, Фригия. Способен държавник, който успява да стабилизира положението на Византийската империя, Михаил II все пак остава непопулярен сред поданиците си. Продължава, макар и в смекчен вид, иконоборската политика на предшественика си Лъв V Арменец, което го противопоставя на ортодоксалното духовенство, аристократите го възприемат като необразован селянин, а заради говорния си дефект е осмиван от простолюдието.

## Управление

### Възцаряване
Михаил е популярен военачалник, но бива заподозрян в заговор (края на 820 г.) и е арестуван по заповед на император Лъв V Арменец. Скоро негови поддръжници го измъкват от тъмницата. По време на коледната литургия в катедралата "Света София" в Константинопол те издебват и убиват Лъв Арменец. Бившият затворник бива нeзабавно коронясан за император, като в бързината дори забравят да свалят оковите му.

### Бунтове и войни
Империята поддържа мирна политика по отношение на България. На източната граница също цари спокойствие, но имперските войски са сериозно отслабени от вътрешните размирици и трудно съумяват да отразяват арабските нападения по море.

Най-значителното събитие по времето на Михаил II е бунтът на Тома Славянина – военачалник, който се обявява за император в Мала Азия (към началото на 821 г.) и тръгва към Константинопол, за да узурпира трона. Тома твърди, че е „по чудо спасилия се“ от ослепяване Константин VI, син на императрица Ирина (в действителност свален и ослепен от нея през 797 година и умрял на следващата). Сред причините за въстанието му е и религиозната политика на императора. Михаил II е привърженик на иконоборците и нарежда да се арестуват проповедниците почитащи иконите, макар че не предприема масови гонения и връща от заточение някои видни иконопоклонници – Теодор Студит и Никифор I Константинополски. Тома обещава намаляване на данъците и връщане на иконите. Въстанието бързо привлича голяма маса селяни, недоволни от своеволията на аристократите. Много градове се превзети без бой, а в края на 821 г. Тома се прехвърля в европейските владения на империята, където го подкрепят славяните. От азиатските теми вярност към император Михаил запазват само Опсикий и Армениак. Тома успява да прехвърли войски в Мала Азия, където също получава подкрепа и дори води преговори за съюз с арабите като законен император.
През декември 821 г., подкрепен от войската в Тракия, Тома Славянина обсажда Константинопол. Блокираният в столицата Михаил II почти няма шансове да излезе победител, въпреки успеха на флотата му срещу тази на претендента. Обсадата обаче не се развива по плановете на Тома и се проточва повече от година. Победен е в резултат на намесата в конфликта на българския хан Омуртаг, който изпраща свои войски срещу армията на Тома Славянина пред стените на Константинопол (края на 822 – началото на 823 г.). Бунтовниците са принудени да се бият срещу българите, губят доста хора и така обсадата се проваля. През 823 г. поради неуспехите и появилият се глад много от поддръжниците на Тома Славянина дезертират и минават на страната на Михаил II. Бунтовниците претърпяват поражения и са притиснати в Аркадиопол. Накрая обсадените жители на града предават Тома на императора. Въстанието е потушено окончателно в началото на 824 г. След залавянето му Тома Славянина е публично изтезаван на Хиподрума. Михаил заповядва да му отрежат ръцете и краката, да го вържат на магаре и да го оставят за присмех на столичната тълпа, преди да бъде обезглавен.
През 824 г. Крит е атакуван от флота на мюсюлмански пирати-изгнаници, избягали от Андалусия след провален бунт. Островът е завзет от арабите (ок. 827 – 8 г.), които основават независим Критски емират, съществувал чак до 960 г., периодично създавайки проблеми с набезите си по Егейското крайбрежие на империята. Значителен проблем е и бунтът на ромейския флот в Сицилия (826 – 7 г.), вдигнат от изпадналия в немилост адмирал Еуфемий, комуто е отрязан носът, като наказание за сватбата му с монахиня (по примера на самия Михаил II). Метежниците скоро владеят целия остров, а Еуфемий се обявява за император. Очаквайки военен удар от Константинопол, той повиква на помощ арабите-Аглабиди от Ифрикия (т.е. Северна Африка, дн. Тунис). Следващата година бунтът стихва поради убийството на узурпатора, но арабската армия и флот обсаждат Сиракуза (827 – 8). Избухналата епидемия и пристигането на ромейските подкрепления карат арабите да вдигнат обсадата. В 829 г. те са временно прогонени, но веднъж след като трайно стъпват на острова, в следващите няколко десетилетия продължават да изтласкват имперските сили там до пълното му окупиране.

### Семейство
Първата съпруга на Михаил е Текла, дъщеря на военачалника Барданий Турски, за която той се жени още по времето на Никифор I Геник. От Текла Михаил има син - по-късният император Теофил. Когато около 824 г. тя умира, той извежда от манастира й Ефросина, дъщеря на император Константин VI и Мария Амнийска, и се жени за нея, с което скандализира обществото, но заздравява положението си, сродявайки се с потомците на старата Сирийска династия, с оглед собствената си легитимация и избягване на бъдещи бунтове и узурпации. Бракът e бездетен.

Михаил II умира на 2 октомври 829 г. от бъбречно заболяване. Престола заема Теофил, който от 821 г. е съуправител с баща си. Скоро след това е оженен от мащехата си за нейната съмишленица и знаменита хубавица - Теодора II, известна с това, че възстановява иконопочитанието във Византия, като регентка на сина си Михаил III.
- Император Михаил II и синът му Теофил